# Robert Verdier
Robert Jean Verdier (* 28. November 1910 in Saint-Girons; † 27. Februar 2009 in Meyrueis) war ein französischer Politiker. 1946 und von 1951 bis 1958 war er Abgeordneter der Nationalversammlung.

## Beginn der politischen Karriere
Verdier wurde im südfranzösischen Département Ariège geboren und wurde als kleines Kind dadurch geprägt, dass sein Vater im Ersten Weltkrieg ein Bein verlor. In der Folge entwickelte er eine pazifistische Haltung, die in den Jahren nach dem Krieg stark verbreitet war. Nach seinem Abitur in Montpellier studierte Verdier in Paris Humanwissenschaften, wo er zu den Anhängern einer sozialistischen Studentenbewegung gehörte und sich zudem mit Léopold Sédar Senghor anfreundete. Fortan arbeitete er als Lehrer und engagierte sich für die SFIO. Bei den Parlamentswahlen 1936 nahm er für diese an der Wahlkampfkampagne für Paul Boulet teil, der in diesem Jahr erstmals ins Parlament einzog. Der Eintritt in die SFIO erfolgte jedoch erst kurz vor Ausbruch des Zweiten Weltkriegs, als er Lehrer an einer Pariser Schule war. Mit Ausbruch des Krieges wurde er im September 1939 mobilisiert. Nach der Besetzung Frankreichs durch die Wehrmacht 1940 entschied sich Verdier für den Gang in den Untergrund. Im Oktober 1944 saß er dem Kongress der Sozialisten vor, der nach der Befreiung im selben Jahr einberufen worden war und unter anderem über den Umgang mit Parlamentariern zu entscheiden hatte, die 1940 für das Ermächtigungsgesetz des Vichy-Regimes gestimmt hatten. Sie wurden fast vollständig aus der Partei ausgeschlossen. Zugleich wurde Verdier in die provisorische Konsultativversammlung Frankreichs berufen, die die Neuordnung des Landes einleiten sollte. Darüber hinaus war er Vizesekretär der SFIO und setzte sich für ein Zweckbündnis mit der PCF ein.

## Laufbahn als Parlamentarier
Bei den Wahlen zur zweiten verfassungsgebenden Nationalversammlung im Juni 1946 kandidierte Verdier im Département Seine um die Stadt Paris und wurde in das Übergangsparlament gewählt. Allerdings konnte er bei den ersten regulären Wahlen im Oktober desselben Jahres nicht wiedergewählt werden, weil lediglich dem Listenersten des Département dies gelang und Verdier zuvor Paul Rivet den Vortritt gelassen hatte. Bei den folgenden Wahlen 1951 führte Verdier die Liste an und schaffte die Rückkehr ins Parlament. Im Januar 1956 gelang ihm die Wiederwahl, woraufhin er im Februar zum Vizepräsidenten der sozialistischen Fraktion gewählt wurde. Am 1. Mai 1958 zählte er in der Nationalversammlung zu den Gegnern des Gesetzes, das Charles de Gaulle Vollmachten einräumte und damit die Gründung der Fünften Republik zur Folge hatte. Verdier scheiterte zuerst 1958 an der Wiederwahl und trat auch 1962, 1967 und 1968 erfolglos an. Nach der Auflösung der SFIO und der Gründung der PS stellte er sich im südfranzösischen Département Gard ein letztes Mal den Wählern, konnte aber wieder nicht den Einzug ins Parlament feiern. Er starb 2009 im Alter von 98 Jahren.